# 瑞维尼 (埃纳省)
瑞维尼（法語：Juvigny，法語發音：[ʒyviɲi]）是法国上法蘭西大區埃纳省的一个市镇，属于苏瓦松区。

## 地理
瑞维尼（49°26'51"N, 3°19'6"E）面积13.85 平方千米，位于法国上法蘭西大區埃纳省，该省份为法国北部内陆省份，北起北部省，西接索姆省和瓦兹省，东临阿登省和马恩省，西南至塞纳-马恩省，东北部与比利时接壤。
与瑞维尼接壤的市镇（或旧市镇、城区）包括：巴涅、比约克西、沙维尼、克雷西欧蒙、勒伊苏库西、勒里、泰尔尼-索尔尼、沃雷济。
瑞维尼的时区为UTC+01:00、UTC+02:00（夏令时）。

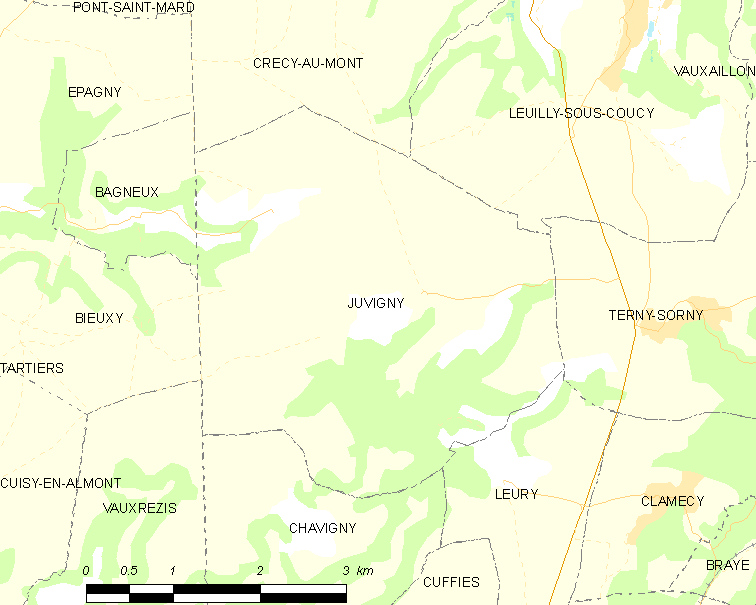
瑞维尼的OSM定位图

## 行政
瑞维尼的邮政编码为02880，INSEE市镇编码为02398。

## 政治
瑞维尼所属的省级选区为苏瓦松第一县。

## 人口

1962-2008年间瑞维尼人口变化图示

瑞维尼于2022年1月1日时的人口数量为286人。